# 深川宣暢
深川 宣暢（ふかがわ のぶひろ/せんちょう、1953年 - ）は、日本の仏教学者。龍谷大学文学部名誉教授、浄土真宗本願寺派勧学、宗学院講師、山口県長門市西念寺住職。

## 略歴
1953年、山口県に生まれる。
龍谷大学大学院博士後期課程（真宗学専攻）単位取得依願退学。本願寺派宗学院卒業。
本願寺派勧学。龍谷大学文学部教授。
2021年3月、龍谷大学を定年退職、文学部名誉教授。
2023年、新しい「領解文」(浄土真宗のみ教え)について反対する勧学・司教有志の会の代表として活動する。